# Almagro (Filipinas)
Almagro es un municipio de la provincia de Sámar, en Filipinas. Según el censo de 2000, posee una población de 10.619 habitantes.

## Barangays (distritos)
Almagro se divide en 24 barangays.
| - Bacjao - Biasong I - Costa Rica - Guin-ansan - Kerikite - Lunang I (Look) - Lunang II - Malobago - Marasbaras - Panjobjoban I - Población - Talahid | - Tonga-tonga - Imelda (Badjang) - Biasong II - Costa Rica II - Mabuhay - Magsaysay - Panjobjoban II - Roño - San Isidro - San Jose - Veloso |